# Costa Diadema
El Costa Diadema es un crucero de la clase Dream propiedad de Costa Cruceros, construido por Fincantieri en Marghera, Italia. Entró en servicio el 7 de noviembre de 2014.
El Costa Diadema fue pedido en el 2012. Se mando construir para la sustitución del Costa Concordia, que encalló en la isla del Giglio en 2012. La construcción del Costa Diadema costó cerca de 500 millones de euros.

## Instalaciones
Simulador de Grand Prix,
Cine 4D,

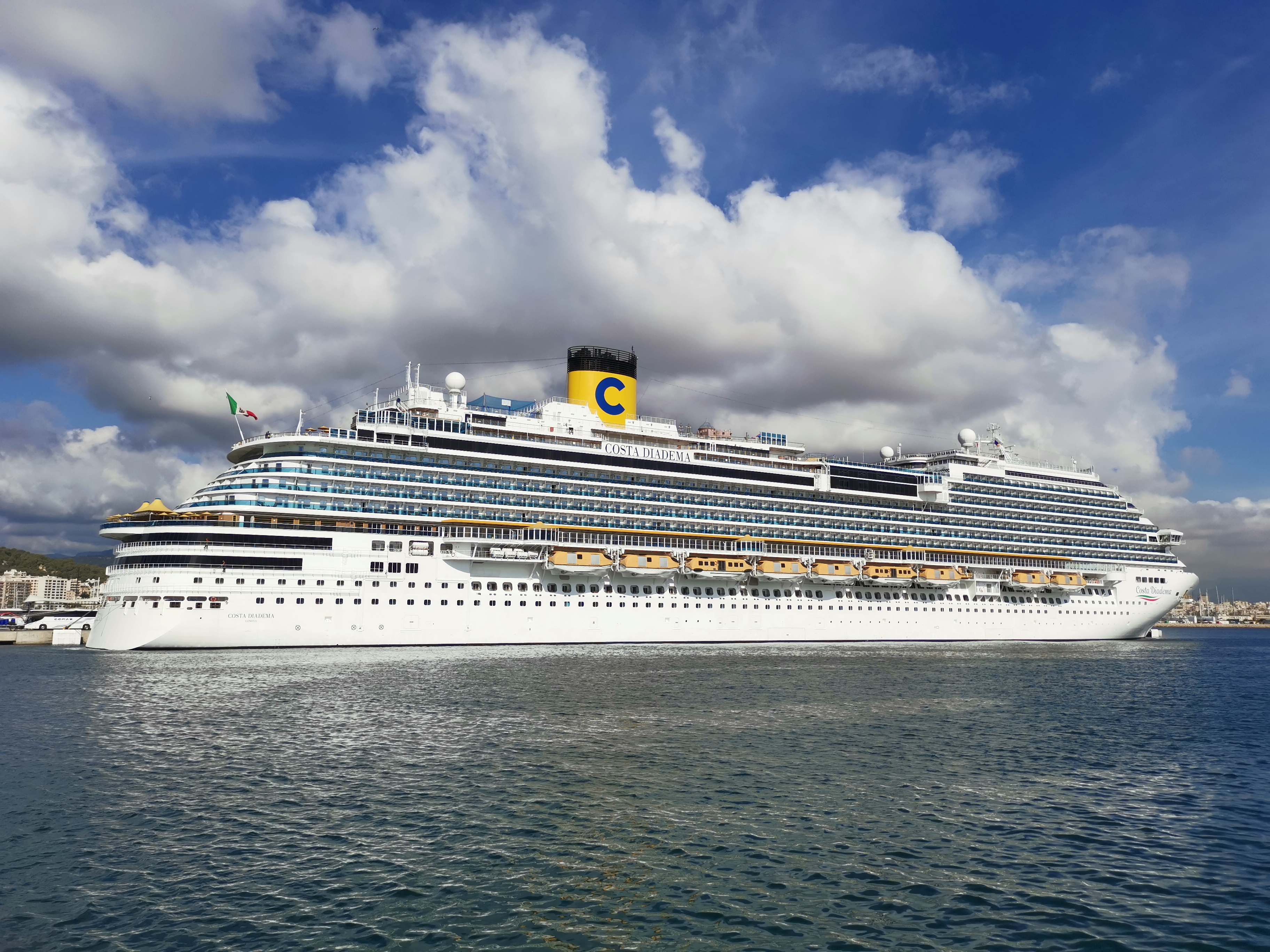
Costa Diadema en el puerto de Palma de Mallorca.

3 piscinas (una de ellas con techado retráctil),
8 jacuzzis,
Squok Club(para niños),
Teen Zone(para adolescentes),
Cancha polideportiva,
Teatro en 3 niveles,
Casino,
Discoteca,
Shopping Center, con productos de todas clases, desde el merchandising de Costa hasta artículos de primeras marcas.
Internet Point,
7 restaurantes,
11 bares,
Samsara Spa 6.200m cuadrados,
Circuito de Jogging exterior de 200m
1862 camarotes, (141 dentro del área de bienestar), 756 con balcón privado, 64 suites con balcón privado y 11 suites dentro del área de bienestar.
Star Laser,
Biblioteca

## Itinerarios
-Noviembre de 2014-enero de 2015: Barcelona, Palma de Mallorca, Nápoles, La Spezia, Génova y Marsella.
-Enero de 2015-diciembre de 2015: Barcelona, Palma de Mallorca, Nápoles, La Spezia, Savona y Marsella
-Enero de 2016-enero de 2017: Barcelona, Palma de Mallorca, Cagliari, Roma, Savona y Marsella.
UNFCCC COP 30 2025